# Сант-Агата-Фоссили
Сант-Агата-Фоссили (итал. Sant'Agata Fossili) — коммуна в Италии, располагается в регионе Пьемонт, в провинции Алессандрия.
Население составляет 433 человека (2008 г.), плотность населения составляет 54 чел./км². Занимает площадь 8 км². Почтовый индекс — 15050. Телефонный код — 0131.
Покровительницей коммуны почитается святая Агата, празднование 5 февраля.

## Демография
Динамика населения:

## Администрация коммуны
- Официальный сайт: